# أنديرس جريمبيرج
أنديرس جريمبيرج (بالسويدية: Anders Grimberg)‏ هو مدرب كرة قدم ولاعب كرة قدم سويدي في مركز الهجوم، ولد في 29 سبتمبر 1960 في مالمو في السويد. لعب مع نادي مالمو.